# Gouvernement Pierlot VI
Royaume de Belgique
Pierlot V (Libération) Van Acker I
Le gouvernement Pierlot VI était une gouvernement belge tripartite catholique- socialiste-libéral et gouverne de 12 décembre 1944 au 12 février 1945.

## Composition
| Ministère                                                                   | Nom                             | Parti            |
| --------------------------------------------------------------------------- | ------------------------------- | ---------------- |
| Premier ministre                                                            | Hubert Pierlot                  | Parti catholique |
| Ministre des Affaires étrangères et du Commerce extérieur                   | Paul-Henri Spaak                | POB              |
| Ministre de la Justice                                                      | Maurice Verbaet                 | Parti catholique |
| Ministre de l'Intérieur                                                     | Edmond Ronse                    | Parti catholique |
| Ministre de l'Instruction publique                                          | Victor de Laveleye              | Parti libéral    |
| Ministre des Finances                                                       | Camille Gutt                    | technicien       |
| Ministre de l'Agriculture                                                   | Henri de la Barre d'Erquelinnes | Parti catholique |
| Ministre des Travaux publics                                                | Herman Vos                      | POB              |
| Ministre des Affaires économiques                                           | Jules Delruelle                 | technicien       |
| Ministre du Travail et de la Prévoyance sociale chargé de la Santé publique | Achille van Acker               | POB              |
| Ministre des Communications                                                 | Ernest Rongvaux                 | POB              |
| Ministre de la Défense nationale                                            | Fernand Demets                  | Parti libéral    |
| Ministre des Colonies                                                       | Albert de Vleeschauwer          | Parti catholique |
| Ministre du Ravitaillement                                                  | Léon Delsinne                   | technicien       |
| Ministre sans Portefeuille                                                  | August De Schryver              | Parti catholique |
| Ministre sans Portefeuille                                                  | Charles De Visscher             | technicien       |
| Ministre sans Portefeuille                                                  | Paul Kronacker                  | Parti libéral    |